# Lučice (Chorwacja)
Lučice – wieś w Chorwacji, w żupanii primorsko-gorskiej, w mieście Delnice. W 2011 roku liczyła 332 mieszkańców.